# Pachydia
Pachydia là một chi bướm đêm thuộc họ Geometridae.